# 外国自動車輸入協同組合
外国自動車輸入協同組合（がいこくじどうしゃゆにゅうきょうどうくみあい、英語: Foreign Automobile Importers Association、略称: FAIA ファイア）は、外国の自動車ディーラーと直接輸入契約を結ぶインポーター（いわゆる並行輸入、輸入代行業者）によって構成される業界団体である。

## 概要
1975年（昭和50年）8月11日、中小企業等協同組合法に基づく協同組合として設立された。
世界の名車を廉価で販売することで輸入車市場の健全な発展のために、L/C代行輸入事業、共同納車前検査（PDI）事業、パーツ供給事業、整備事業、教育・技術情報の提供等を行っている。
よく似た名前の団体として「日本自動車輸入組合」（略称JAIA）があるが、これは正規代理店業者の団体であり、当団体とは無関係である。